# Discover (rivista)
Discover è una rivista di divulgazione scientifica statunitense lanciata nell'ottobre 1980 da Time Inc. È di proprietà di Kalmbach Publishing dal 2010.

## Storia

### Fondazione
Discover fu creato principalmente attraverso gli sforzi del redattore del periodico Time Leon Jaroff. Questi notò che le vendite del periodico aumentavano ogni volta che la copertina presentava un argomento scientifico. Jaroff lo interpretò come un notevole interesse pubblico per la scienza e, nel 1971, iniziò a pensare alla creazione di una rivista scientifica.
La tenacia di Jaroff alla fine diede i suoi frutti e la rivista Discover uscì con il primo numero nel 1980. Discover venne lanciato in un fiorente mercato di riviste scientifiche rivolto a non professionisti con formazione e progettato per essere più facile da leggere di Scientific American ma più dettagliato e orientato alla scienza di Popular Science. Poco dopo il suo lancio, l'American Association for the Advancement of Science (AAAS) creò una rivista simile chiamata Science 80 (da non confondere con il suo giornale accademico di punta, Science), e sia Science News che Science Digest cambiarono il loro formato per seguire la nuova tendenza.
Durante questo periodo, Discover presentava articoli abbastanza approfonditi di argomento scientifico evitando argomenti marginali come l'intelligenza extraterrestre. La maggior parte dei numeri conteneva un saggio di un noto scienziato, come Stephen Jay Gould, Jared Diamond e Stephen Hawking. Un altro articolo comune era la biografia di uno scienziato, spesso collegata a citazioni di altri scienziati che lavoravano nello stesso campo. La rubrica "Skeptical Eye" cercava di scoprire le truffe della pseudoscienza.

### La concorrenza
L'improvvisa nascita di così tante riviste nello stesso segmento di mercato portò inevitabilmente alla caduta di alcuni e a metà degli anni '80 Discover era quasi solo nel suo spazio di mercato; decise tuttavia di richiamare un pubblico più ampio includendo articoli su psicologia e psichiatria. Jaroff disse al caporedattore che queste non erano "scienze solide" e fu rimandato a Time, Inc. "Skeptical Eye" e altre rubriche scomparvero e gli articoli iniziarono a trattare argomenti più controversi e speculativi (come "How the Universe Will End" - "Come finirà l'universo"). Il nuovo formato ebbe un grande successo e rimase sostanzialmente invariato per i successivi due decenni.
Gilbert Rogin, un editore di Sports Illustrated, fu chiamato nel 1985 per rilanciare Discover. Nel 1986, Time acquistò gli elenchi di abbonati delle riviste chiuse Science Digest e Science 86 dai loro editori. La diffusione per la rivista raggiunse le 925 000 copie a maggio 1987 con entrate per il 1986 pari a 6,9 milioni di dollari, ma la perdita netta annuale era di 10 milioni
Nel gennaio 1987, Time nominò un nuovo editor Discover, Bruce A. Barnet, precedentemente editore della rivista di test Picture Week dall'agosto 1985 in sostituzione di James B. Hayes, che fu nominato editore di Fortune.
La rivista ha subito vari cambiamenti. Nel 1987, Time, Inc. ha venduto Discover a Family Media, i proprietari di Health, Golf Illustrated, Homeowner, 1.001 Home Ideas e World Tennis, per 26 milioni di dollari. Da gennaio a luglio 1991, la rivista Discover perse il 15% della sua pubblicità rimanendo comunque redditizia. Family Media chiuse, sospendendo la pubblicazione di tutte le sue riviste e le mise in vendita. L'ultimo numero di Discover come la proprietà di Family Media risale all'agosto 1991, con una tiratura di 1,1 milioni di copie.
Nel settembre 1991, The Walt Disney Company acquistò la rivista per il Magazine Group di Disney Publishing. L'ufficio principale della rivista fu spostato nell'ufficio del Magazine Group a Burbank, lasciando un terzo a New York in un piccolo ufficio editoriale e pubblicitario. La Disney fu in grado di mantenere il caporedattore di Family Media per la rivista, Paul Hoffman.  Disney raddoppiò le foto della rivista e il suo budget per i contenuti per compensare i due numeri saltati in occasione della chiusura di Family Media e del cambio di proprietà. Nel 1993, la Disney Magazine Publishing Inc. decise di lanciare una campagna pubblicitaria progettata con la società pubblicitaria Ziff Marketing per ribadire il carattere di divulgazione scientifica della rivista.
Nell'ottobre 2005, Bob Guccione, Jr., fondatore delle riviste Spin e Gear, e alcuni partner di private equity hanno acquistato la rivista dalla Disney. Ci sono stati diversi cambi di editor e capiredattore.
Nel 2010 la rivista è stata venduta alla Kalmbach Publishing, i cui libri e riviste riguardano generalmente argomenti di artigianato e hobby come modellismo (Model Railroader, FineScale Modeler, Scale Auto, Classic Toy Trains, Garden Railways, Model Retailer), bigiotteria (BeadStyle, Bead & Button, Art Jewelry) e attività all'aperto (Birder's World, Cabin Life, American Snowmobiler). Ha un'altra rivista scientifica, Astronomy. Nell'agosto 2012 Kalmbach annunciò che Discover si sarebbe trasferito da New York City al quartier generale di Kalmbach nel Wisconsin nel gennaio 2013. Nel dicembre 2012, Stephen C. George divenne caporedattore. Becky Lang è l'attuale caporedattore.